# Ignacy Dawidowicz
Ignacy Dawidowicz (ur. 15 lutego 1823 w Niekłaniu Małym, zm. 25 lipca 1873 w Zboiskach) – powstaniec styczniowy, polski robotnik, dozorca.

## Życiorys
Syn Józefa i Zofii z Brzeskich. Przed wybuchem powstania styczniowego był majstrem i dozorcą (werkmistrzem) w fabryce w Suchedniowie. Brał udział w konspiracji i przygotowaniach do walki. 22 stycznia 1863 sformował, wraz z braćmi Józefem i Janem oraz bratankiem - Aleksandrem, oddział składający się z robotników suchedniowskich i chłopów z okolicznych wsi, zabrał kasę zakładów górniczych i wyruszył do walki o Bodzentyn. Po ataku na tę miejscowość udał się do Wąchocka, do wojsk Mariana Langiewicza. Otrzymał stopień majora i objął dowództwo nad drugim batalionem. W kompanii Langiewicza pozostawał do bitwy pod Małogoszczem, gdzie odcięty od głównych sił, wycofał się w lasy iłżeckie. Następnie walczył pod komendą Faustyna Grylińskiego, Władysława Eminowicza i Dionizego Czachowskiego. Prowadził też działania w lubelskiem. Po upadku powstania wyemigrował do Francji, a następnie Szwajcarii. Około 1870 powrócił do Galicji i pracował w przemyśle naftowym w okolicach Krosna. Zmarł na cholerę w Zboiskach.